# Sonate pour piano en fa majeur (Sibelius)

La Sonate pour piano en fa majeur Op. 12, est une sonate pour piano de Jean Sibelius, écrite en 1893.
Elle a été créée par Oskar Merikanto à Helsinki le 17 avril 1895.
Ilmari Hannikainen, un compositeur finlandais de premier plan, dit que « la Sonate pour piano en fa majeur est ... une œuvre magnifique. Douce, rafraîchissante et pleine de vie... J'ai parfois entendu parler du ton orchestral de la sonate (les trémolos à la main gauche)... À mon avis, la sonate présente un style de piano Sibelius le plus authentique. Il n'est pas question de l'existence de tous ces trémolos en elle. Tout ce qui peut y ressembler, doit vraiment pouvoir être joué en croches ou doubles croches, à la manière, disons, des sonates de Beethoven... Quand elle est bien et soigneusement travaillée et réalisée, la sonate en fa majeur est vraiment un morceau virtuose ».

## Mouvements
1. Allegro
2. Andantino
3. Vivacissimo